# Camps de concentració francesos

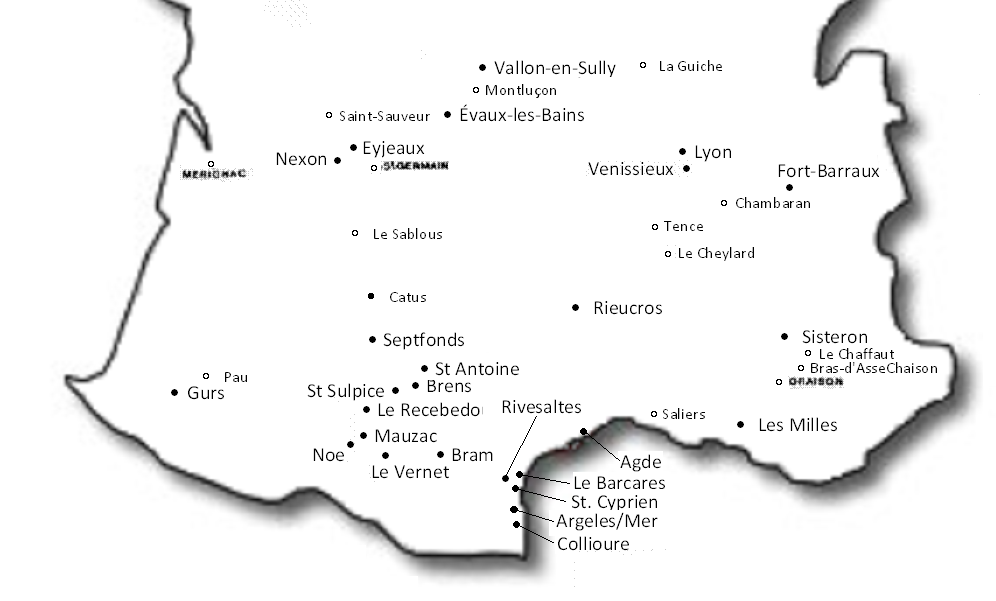
Camps de concentració al sud de França en acabar la Guerra Civil espanyola en 1939.

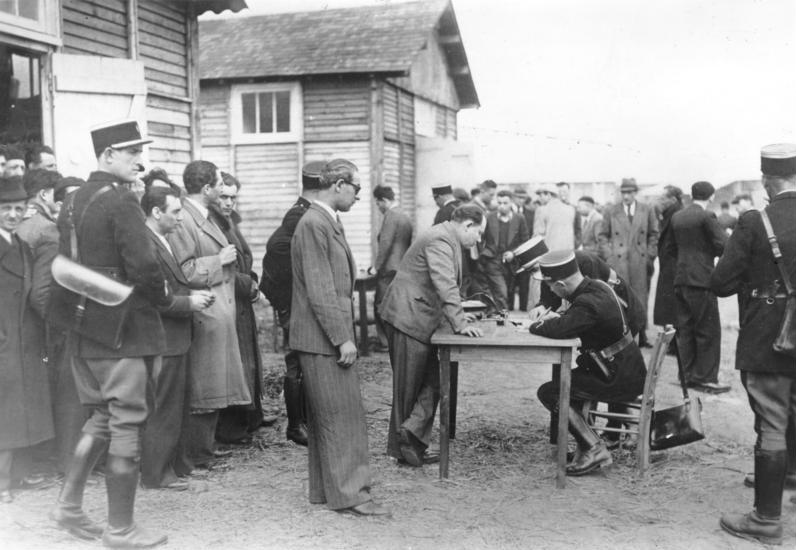
Camp de concentració francès

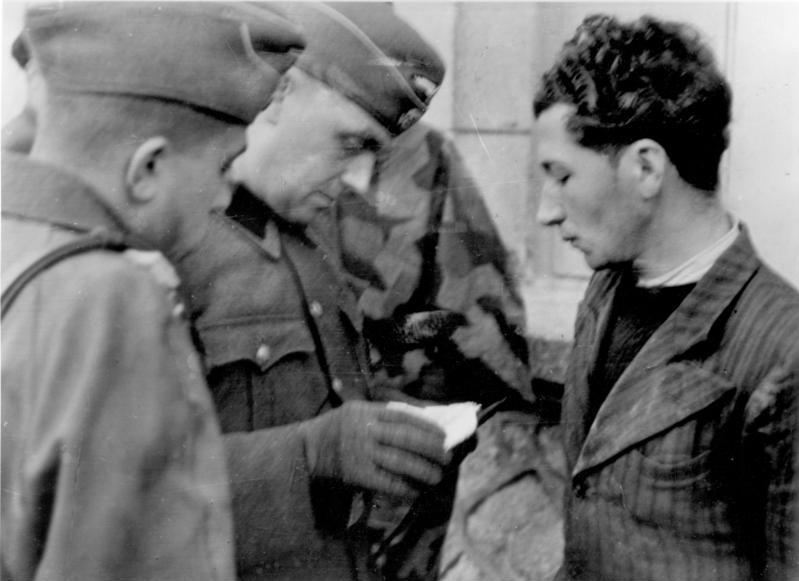
Comunista a un camp de concentració francès

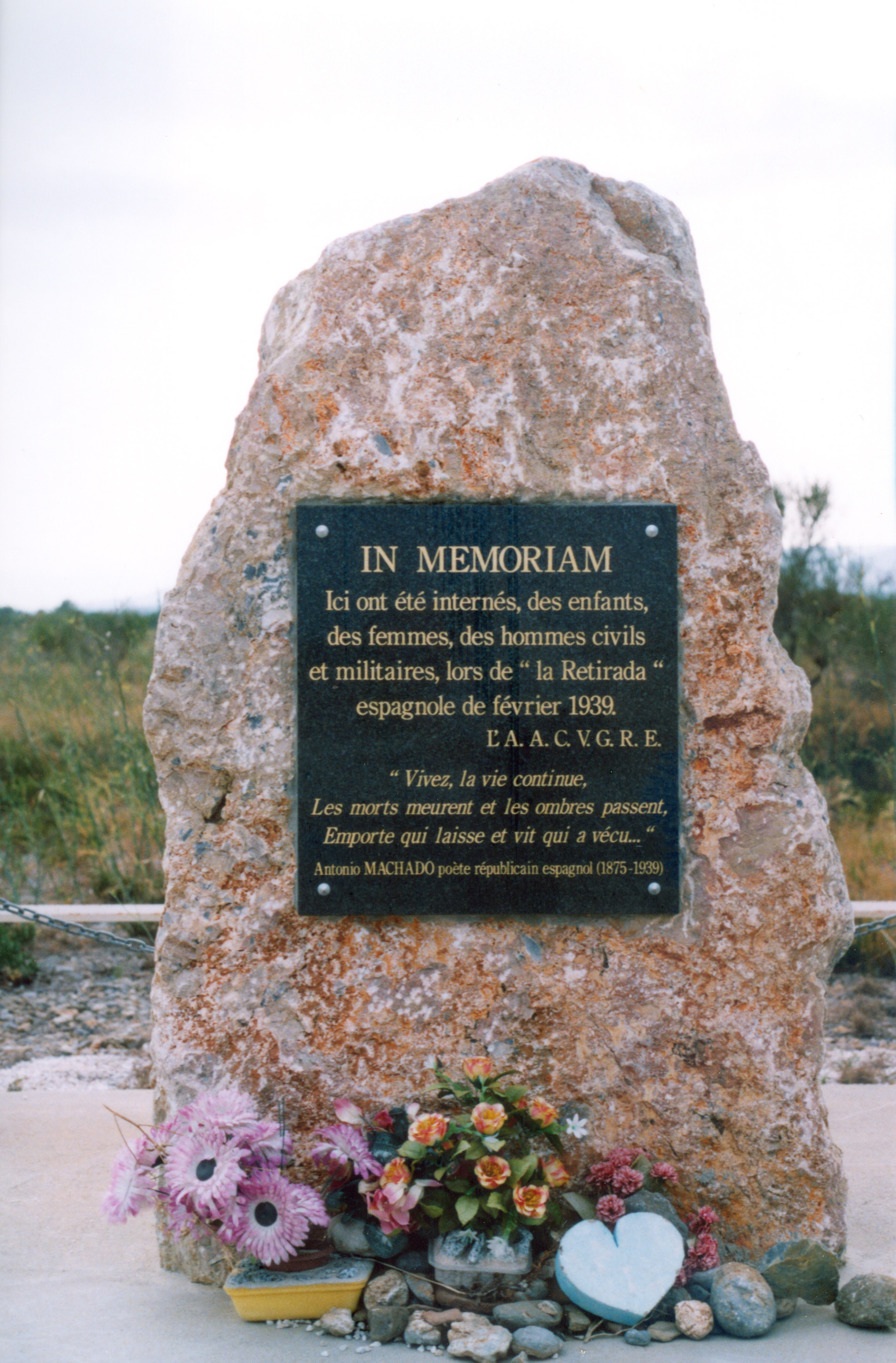
Homenatge i record als republicans espanyols internats al camp de concentració de Ribesaltes

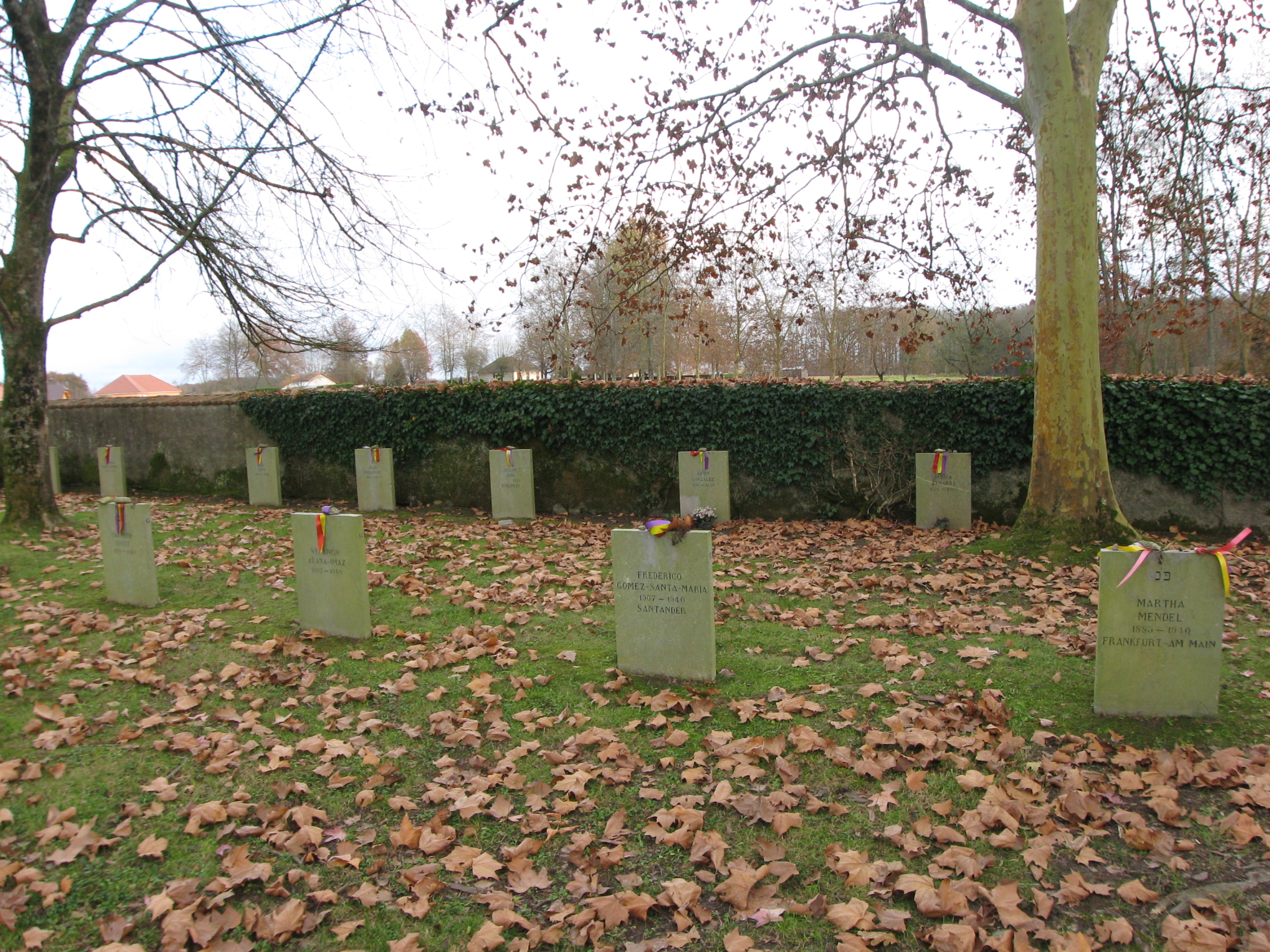
Tombes de republicans espanyols on hi havia el camp de concentració de Gurs

Els camps de concentració francesos, de vegades referits a França (i en francès) eufemísticament com a camps d'internament, van ser precaris camps de concentració establerts per les autoritats franceses a la fi de la guerra civil espanyola per a confinar-hi, de 1939 a 1941, prop de mig milió d'exiliats republicans que fugien del franquisme, un fet que a França es coneix com "La Retirada" (usant el mot "retirada" en castellà o català a la llengua francesa). Altres refugiats van ser assassinats o deportats a les autoritats feixistes espanyoles o alemanyes. Els camps de concentració francesos no entren al pla d'estudis dels escolars a França.
Aquests camps, a la intempèrie o en forma de barracons, no disposaven de condicions de salubritat ni d'aigua potable i sovint tampoc s'administrava menjar als presoners. Se sap que alguns van morir de desnutrició i diverses malalties. Alguns pocs van aconseguir fugir. Alguns exemples de camps de concentració francesos són els d'Argelers, els Banys d'Arles, el Barcarès, Sant Cebrià i el Voló, a la Catalunya del Nord, el d'Agde a l'Erau, i el de Gurs al País Basc del Nord.
El 1938, el Decret Llei francès del 12 de novembre mencionava als "estrangers indesitjables" i proposava la seva expulsió, en prevenció dels centenars de milers de persones que es dirigien a la frontera, moltes d'elles a peu, amb la caiguda de Catalunya a mans franquistes. El 21 de gener de 1939 es va instal·lar un primer "centre especial" a Rieucros per a confinar els que aconseguien travessar la frontera (oficialment tancada) i el govern francès no havia pogut deportar a altres països. El 5 de febrer del mateix any s'obre la frontera però el cap d'estat Francès, Édouard Daladier, fa separar homes i dones i els distribueix en centres de "reclusió administrativa" que després passarien a ser "camps d'internament" i "camps de concentració". La preocupació principal de Daladier era minimitzar el cost econòmic que representava a les arques del seu Estat: el cost diari era d'aproximadament un franc i mig per persona i dia, cosa que sumava 750.000 antics francs francesos diaris. El 25 de febrer del mateix any França i Espanya van signar l'acord Bérard-Jordana, pel qual França reconeixia el govern feixista espanyol i intercanviava ambaixadors.